# Graça Fonseca
Graça Maria da Fonseca Caetano Gonçalves (1971) es una socióloga y política portuguesa del Partido Socialista (PS), ministra de Cultura desde 2018.

## Biografía
Nacida el 13 de agosto de 1971 en Lisboa, obtuvo una licenciatura en derecho en la Universidad de Lisboa, un máster en la Universidad de Coímbra y se doctoró en Sociología por el ISCTE-Instituto Universitario de Lisboa.
Militante del Partido Socialista (PS) con una carrera política ligada en buena parte a la figura de António Costa, de quien llegó a ser jefa de gabinete, fue vereadora en la Cámara Municipal de Lisboa entre 2009 y 2015. Renunció al cargo de vereadora en octubre de 2015 tras resultar elegida diputada a la Asamblea de la República en las elecciones legislativas.
En agosto de 2017 Fonseca —entonces secretaria de Estado de la Modernización Administrativa en el gobierno portugués— declaró públicamente su homosexualidad en una entrevista al Diário de Notícias; fue destacada así como la primera política portuguesa en hacerlo.
El 15 de octubre de 2018 tomó posesión como ministra de Cultura en el gobierno presidido por António Costa.